# Hippolyte Jouvin
Hippolyte Jouvin (Clinchamp, 7 dicembre 1825 – Parigi, 3 agosto 1889) è stato un fotografo francese.
Fu un pioniere della fotografia, ritraendo le strade di Parigi con una visione stereoscopica. Tra i vari soggetti, fotografò Rouen e la Comune di Parigi.
Jouvin è presente nelle collezioni del museo d'Orsay e della Biblioteca nazionale di Francia.
Una delle fotografie più note è Il viale di Strasburgo (Boulevard de Strasbourg), a Parigi, che si rifà ai vari paesaggi cittadini dipinti da pittori come Gustave Caillebotte o Claude Monet. Un elemento importante di queste rappresentazioni è proprio la visione dall'alto, spesso da una finestra, che indica il distacco dell'artista e il suo desiderio di rappresentare gli elementi di luce e colore del paesaggio, piuttosto che le figure umane.

## Galleria d'immagini

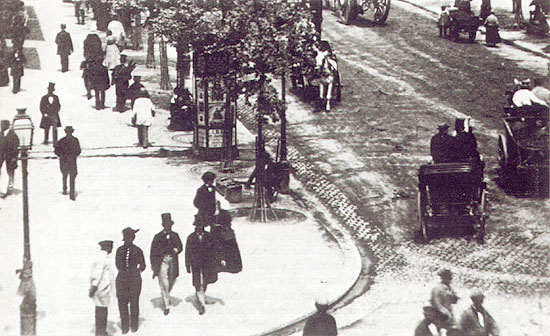
Boulevard de Strasbourg, stereofotografia
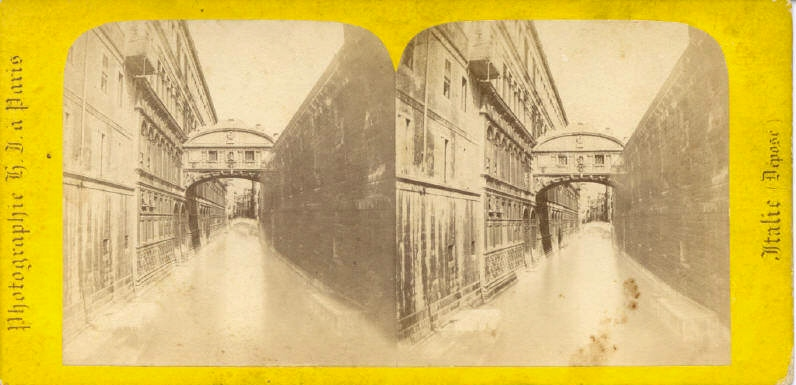
Venezia, Ponte dei Sospiri, stereofotografia